# (903) Nealley
(903) Neally ist ein Asteroid des Hauptgürtels, der am 13. September 1918 vom österreichischen Astronomen Johann Palisa in Wien entdeckt wurde.
Der Asteroid wurde nach einem US-amerikanischen Amateur-Astronomen aus New York benannt.